# Lomnička (okres Stará Ľubovňa)
Lomnička (Hongaars:Kislomnic) is een Slowaakse gemeente in de regio Prešov, en maakt deel uit van het district Stará Ľubovňa.
Lomnička telt 1797 inwoners.

## Bevolking
Op 1 januari 2021 had Lomnička 3.239 inwoners. Van deze 3.239 inwoners spraken 2.716 inwoners het Romani als moedertaal - oftewel 83,85% van de totale bevolking. Hiermee heeft Lomnička het grootste percentage Roma in Slowakije.